# Chrysocolaptes haematribon
Chrysocolaptes haematribon là một loài chim trong họ Picidae.